# Jamie T
Jamie T, właśc. Jamie Treays (ur. 8 stycznia 1986 w Londynie) – brytyjski muzyk i autor tekstów z Wimbledonu w południowym Londynie. Jego obecną wytwórnią jest Virgin Records, jednakże jego pierwszy minialbum Betty and the Selfish Sons EP został wydany przez jego własne Pacemaker Records.

## Dyskografia

### Albumy
- Panic Prevention – 29 stycznia 2007 – #4 w Wielkiej Brytanii.
- Kings and Queens – 7 września 2009[1][2] – #2 w Wielkiej Brytanii.
- Carry on The Grudge – 29 września 2014 – #4 w Wielkiej Brytanii

### Minialbumy
- Betty and the Selfish Sons – 6 marca 2006

### Single
- „Sheila” – 3 lipca 2006 – #22 w Wielkiej Brytanii.
- „If You Got The Money” – 16 października 2006 – #13 w Wielkiej Brytanii.
- „Calm Down Dearest” – 15 stycznia 2007 – #9 w Wielkiej Brytanii.
- „Sticks 'N' Stones” – 21 maja 2009 – #15 w Wielkiej Brytanii.
- „Chaka Demus” – 31 sierpnia 2009 – #23 w Wielkiej Brytanii.
- „The Man's Machine” – 23 listopada 2009